# Bundestagswahlkreis Mettmann I
Der Wahlkreis Mettmann I (Wahlkreis 103; bis zur Bundestagswahl 2021 Wahlkreis 104) ist ein Bundestagswahlkreis in Nordrhein-Westfalen und umfasst den südlichen Teil des Kreises Mettmann mit den Gemeinden Erkrath, Haan, Hilden, Langenfeld (Rheinland), Mettmann und Monheim am Rhein. Der Wahlkreis wurde in dieser Abgrenzung zur Bundestagswahl 1980 neu eingerichtet.

## Wahlkreisgeschichte
Bei den Bundestagswahlen 1949 bis 1976 waren die Gemeinden des heutigen Wahlkreises auf die Wahlkreise "Düsseldorf-Mettmann" bzw. "Düsseldorf-Mettmann II" sowie "Rhein-Wupper-Kreis" bzw. "Rhein-Wupper-Kreis - Leverkusen" bzw. "Leverkusen - Opladen" aufgeteilt.
| Wahl      | Wahlkreisname             | Gebiet                                                                                             |
| --------- | ------------------------- | -------------------------------------------------------------------------------------------------- |
| 1949      | 16 Düsseldorf-Mettmann    | Kreis Düsseldorf-Mettmann                                                                          |
| 1953–1961 | 77 Düsseldorf-Mettmann    | Kreis Düsseldorf-Mettmann                                                                          |
| 1965–1976 | 73 Düsseldorf-Mettmann II | südöstlicher Teil des Kreises Düsseldorf-Mettmann mit Mettmann, Erkrath, Haan, Hilden und Wülfrath |
| 1980–1998 | 72 Mettmann I             | südlicher Teil des Kreises Mettmann mit Mettmann, Erkrath, Haan, Hilden, Langenfeld und Monheim    |
| 2002–2009 | 105 Mettmann I            | südlicher Teil des Kreises Mettmann mit Mettmann, Erkrath, Haan, Hilden, Langenfeld und Monheim    |
| 2013–2021 | 104 Mettmann I            | südlicher Teil des Kreises Mettmann mit Mettmann, Erkrath, Haan, Hilden, Langenfeld und Monheim    |
| 2025–     | 103 Mettmann I            | südlicher Teil des Kreises Mettmann mit Mettmann, Erkrath, Haan, Hilden, Langenfeld und Monheim    |

## Wahlkreisabgeordnete
| Wahl | Abgeordneter | Abgeordneter         | Partei | Stimmen in % |
| ---- | ------------ | -------------------- | ------ | ------------ |
| 1949 |              | Gerhard Schröder     | CDU    | 34,1         |
| 1953 | 52,0         | Gerhard Schröder     | CDU    |              |
| 1957 | 54,2         | Gerhard Schröder     | CDU    |              |
| 1961 | 44,9         | Gerhard Schröder     | CDU    |              |
| 1965 | 48,6         | Gerhard Schröder     | CDU    |              |
| 1969 |              | Georg Neemann        | SPD    | 47,9         |
| 1972 |              | Uwe Holtz            | SPD    | 53,5         |
| 1976 | 48,5         | Uwe Holtz            | SPD    |              |
| 1980 | 49,4         | Uwe Holtz            | SPD    |              |
| 1983 |              | Joseph-Theodor Blank | CDU    | 49,1         |
| 1987 | 46,0         | Joseph-Theodor Blank | CDU    |              |
| 1990 | 44,1         | Joseph-Theodor Blank | CDU    |              |
| 1994 | 45,8         | Joseph-Theodor Blank | CDU    |              |
| 1998 |              | Lilo Friedrich       | SPD    | 46,0         |
| 2002 | 42,8         | Lilo Friedrich       | SPD    |              |
| 2005 |              | Michaela Noll        | CDU    | 47,3         |
| 2009 | 44,5         | Michaela Noll        | CDU    |              |
| 2013 | 49,5         | Michaela Noll        | CDU    |              |
| 2017 | 44,6         | Michaela Noll        | CDU    |              |
| 2021 |              | Klaus Wiener         | CDU    | 30,0         |
| 2025 | 36,6         | Klaus Wiener         | CDU    |              |

## Wahlergebnisse

### Bundestagswahl 2025
Der Wahlkreis trägt bei der Bundestagswahl 2025 die Nummer 103. Zur Wahl stehen:
| Kandidaten                                             | Kandidaten                | Parteien/Listen       | Erststimmen | Erststimmen | Zweitstimmen | Zweitstimmen |
| Kandidaten                                             | Kandidaten                | Parteien/Listen       | Stimmen     | %           | Stimmen      | %            |
| ------------------------------------------------------ | ------------------------- | --------------------- | ----------- | ----------- | ------------ | ------------ |
|                                                        | Pat Kreß                  | SPD                   | 37.459      | 22,5        | 31.482       | 18,9         |
|                                                        | Klaus Wienergewählt im WK | CDU                   | 60.813      | 36,6        | 53.516       | 32,1         |
|                                                        | Dirk Niemeyer             | Bündnis 90/Die Grünen | 20.705      | 12,5        | 21.284       | 12,8         |
|                                                        | Yannick Hoppe             | FDP                   | 7.482       | 4,5         | 9.419        | 5,7          |
|                                                        | Martin Renner             | AfD                   | 26.187      | 15,8        | 25.921       | 15,5         |
|                                                        | Klaus Wockenfoth          | Die Linke             | 10.713      | 6,4         | 11.506       | 6,9          |
|                                                        | –                         | Freie Wähler          | –           | –           | 680          | 0,4          |
|                                                        | –                         | Tierschutzpartei      | –           | –           | 2.259        | 1,4          |
|                                                        | –                         | dieBasis              | –           | –           | 340          | 0,2          |
|                                                        | –                         | Die PARTEI            | –           | –           | 825          | 0,5          |
|                                                        | –                         | Todenhöfer            | –           | –           | 338          | 0,2          |
|                                                        | Michael Gerzmann          | Volt                  | 2.863       | 1,7         | 1.401        | 0,8          |
|                                                        | –                         | MLPD                  | –           | –           | 38           | 0,0          |
|                                                        | –                         | PdF                   | –           | –           | 350          | 0,2          |
|                                                        | –                         | Bündnis Deutschland   | –           | –           | 188          | 0,1          |
|                                                        | –                         | BSW                   | –           | –           | 6.983        | 4,2          |
|                                                        | –                         | MERA25                | –           | –           | 57           | 0,0          |
|                                                        | –                         | WerteUnion            | –           | –           | 117          | 0,1          |
| Gesamt                                                 | Gesamt                    | Gesamt                | 166.222     | 100         | 166.704      | 100          |
|                                                        |                           |                       |             |             |              |              |
| Ungültige Stimmen                                      | Ungültige Stimmen         | Ungültige Stimmen     | 1.365       | 0,8         | 883          | 0,5          |
| Wähler                                                 | Wähler                    | Wähler                | 167.587     | 83,4        | 167.587      | 83,4         |
| Wahlberechtigte                                        | Wahlberechtigte           | Wahlberechtigte       | 200.860     |             | 200.860      |              |
|                                                        |                           |                       |             |             |              |              |
| Quellen: Die Bundeswahlleiterin, Kandidaten – Ergebnis |                           |                       |             |             |              |              |

### Bundestagswahl 2021
| Kandidaten                                             | Kandidaten                | Parteien/Listen      | Erststimmen | Erststimmen | Zweitstimmen | Zweitstimmen |
| Kandidaten                                             | Kandidaten                | Parteien/Listen      | Stimmen     | %           | Stimmen      | %            |
| ------------------------------------------------------ | ------------------------- | -------------------- | ----------- | ----------- | ------------ | ------------ |
|                                                        | Klaus Wienergewählt im WK | CDU                  | 47.326      | 30,0        | 43.354       | 27,4         |
|                                                        | Christian Steinacker      | SPD                  | 39.326      | 24,9        | 42.385       | 26,8         |
|                                                        | Nicole Burda              | FDP                  | 14.873      | 9,4         | 21.083       | 13,3         |
|                                                        | Martin Renner             | AfD                  | 10.704      | 6,8         | 10.658       | 6,7          |
|                                                        | Roland Schüren            | GRÜNE                | 36.095      | 22,9        | 25.430       | 16,1         |
|                                                        | Lutz Gallasch             | DIE LINKE            | 4.252       | 2,7         | 4.956        | 3,1          |
|                                                        | –                         | Die PARTEI           | –           | –           | 1.474        | 0,9          |
|                                                        | –                         | Tierschutzpartei     | –           | –           | 2.260        | 1,4          |
|                                                        | –                         | PIRATEN              | –           | –           | 652          | 0,4          |
|                                                        | Mathias Huning            | FREIE WÄHLER         | 1.818       | 1,2         | 1.117        | 0,7          |
|                                                        | –                         | NPD                  | –           | –           | 130          | 0,1          |
|                                                        | –                         | ÖDP                  | –           | –           | 104          | 0,1          |
|                                                        | –                         | V-Partei³            | –           | –           | 119          | 0,1          |
|                                                        | –                         | Gesundheitsforschung | –           | –           | 208          | 0,1          |
|                                                        | –                         | MLPD                 | –           | –           | 22           | 0,0          |
|                                                        | –                         | Die Humanisten       | –           | –           | 94           | 0,1          |
|                                                        | –                         | DKP                  | –           | –           | 21           | 0,0          |
|                                                        | –                         | SGP                  | –           | –           | 14           | 0,0          |
|                                                        | Marc Gutknecht            | dieBasis             | 1.845       | 1,2         | 1.632        | 1,0          |
|                                                        | –                         | Bündnis C            | –           | –           | 98           | 0,1          |
|                                                        | –                         | du.                  | –           | –           | 72           | 0,0          |
|                                                        | –                         | LIEBE                | –           | –           | 215          | 0,1          |
|                                                        | –                         | LKR                  | –           | –           | 46           | 0,0          |
|                                                        | –                         | PdF                  | –           | –           | 77           | 0,0          |
|                                                        | –                         | LfK                  | –           | –           | 195          | 0,1          |
|                                                        | –                         | Team Todenhöfer      | –           | –           | 1.321        | 0,8          |
|                                                        | –                         | Volt                 | –           | –           | 571          | 0,4          |
|                                                        | Thorsten Klimczak         | Einzelbewerber       | 896         | 0,6         | –            | –            |
|                                                        | Bernd Herrmann            | Einzelbewerber       | 761         | 0,5         | –            | –            |
| Gesamt                                                 | Gesamt                    | Gesamt               | 157.896     | 100         | 158.308      | 100          |
|                                                        |                           |                      |             |             |              |              |
| Ungültige Stimmen                                      | Ungültige Stimmen         | Ungültige Stimmen    | 1.561       | 1,0         | 1.149        | 0,7          |
| Wähler                                                 | Wähler                    | Wähler               | 159.457     | 78,5        | 159.457      | 78,5         |
| Wahlberechtigte                                        | Wahlberechtigte           | Wahlberechtigte      | 203.030     |             | 203.030      |              |
|                                                        |                           |                      |             |             |              |              |
| Quellen: Die Bundeswahlleiterin, Kandidaten – Ergebnis |                           |                      |             |             |              |              |

### Bundestagswahl 2017
| Gegenstand der Nachweisung | Gegenstand der Nachweisung | Erst- stimmen | Erst- stimmen | Zweit- stimmen | Zweit- stimmen |
| Bewerber                   | Partei                     | Anzahl        | %             | Anzahl         | %              |
| -------------------------- | -------------------------- | ------------- | ------------- | -------------- | -------------- |
| Wahlberechtigte            | Wahlberechtigte            | 205.244       | 100,0         | 205.244        | 100,0          |
| Wähler                     | Wähler                     | 160.315       | 78,1          | 160.315        | 78,1           |
| Ungültige Stimmen          | Ungültige Stimmen          | 1.765         | 1,1           | 1.150          | 0,7            |
| Gültige Stimmen            | Gültige Stimmen            | 158.550       | 100,0         | 159.165        | 100,0          |
| davon                      |                            |               |               |                |                |
| Michaela Noll              | CDU                        | 70.762        | 44,6          | 54.126         | 34,0           |
| Jens Niklaus               | SPD                        | 40.819        | 25,7          | 36.596         | 23,0           |
| Jörn Leunert               | GRÜNE                      | 11.014        | 6,9           | 11.796         | 7,4            |
| Dieter Karzig              | DIE LINKE                  | 8.647         | 5,5           | 10.216         | 6,4            |
| Martina Reuter             | FDP                        | 13.202        | 8,3           | 25.757         | 16,2           |
| Martin Erwin Renner        | AfD                        | 14.106        | 8,9           | 15.053         | 9,5            |
|                            | PIRATEN                    | –             | –             | 707            | 0,4            |
|                            | NPD                        | –             | –             | 266            | 0,2            |
|                            | Die PARTEI                 | –             | –             | 1.071          | 0,7            |
|                            | FREIE WÄHLER               | –             | –             | 344            | 0,2            |
|                            | Volksabstimmung            | –             | –             | 156            | 0,1            |
|                            | ÖDP                        | –             | –             | 176            | 0,1            |
|                            | MLPD                       | –             | –             | 59             | 0,0            |
|                            | SGP                        | –             | –             | 17             | 0,0            |
|                            | AD-DEMOKRATEN              | –             | –             | 571            | 0,4            |
|                            | BGE                        | –             | –             | 147            | 0,1            |
|                            | DiB                        | –             | –             | 178            | 0,1            |
|                            | DKP                        | –             | –             | 22             | 0,0            |
|                            | DM                         | –             | –             | 167            | 0,1            |
|                            | Humanisten                 | –             | –             | 107            | 0,1            |
|                            | Gesundheitsforschung       | –             | –             | 158            | 0,1            |
|                            | Tierschutzpartei           | –             | –             | 1.294          | 0,8            |
|                            | V-Partei³                  | –             | –             | 181            | 0,1            |

### Bundestagswahl 2013
| Gegenstand der Nachweisung | Gegenstand der Nachweisung | Erst- stimmen | Erst- stimmen | Zweit- stimmen | Zweit- stimmen |
| Bewerber                   | Partei                     | Anzahl        | %             | Anzahl         | %              |
| -------------------------- | -------------------------- | ------------- | ------------- | -------------- | -------------- |
| Wahlberechtigte            | Wahlberechtigte            | 205.564       | 100,0         | 205.564        | 100,0          |
| Wähler                     | Wähler                     | 154.473       | 75,1          | 154.473        | 75,1           |
| Ungültige Stimmen          | Ungültige Stimmen          | 1.800         | 1,2           | 1.590          | 1,0            |
| Gültige Stimmen            | Gültige Stimmen            | 152.673       | 100,0         | 152.883        | 100,0          |
| davon                      |                            |               |               |                |                |
| Michaela Noll              | CDU                        | 75.628        | 49,5          | 65.696         | 43,0           |
| Peer Steinbrück            | SPD                        | 52.832        | 34,6          | 43.173         | 28,2           |
| Moritz Körner              | FDP                        | 2.964         | 1,9           | 9.660          | 6,3            |
| Ophelia-Johanna Nick       | GRÜNE                      | 7.735         | 5,1           | 11.699         | 7,7            |
| Rainer Köster              | DIE LINKE                  | 5.697         | 3,7           | 7.808          | 5,1            |
| Andreas Graaf              | PIRATEN                    | 3.134         | 2,1           | 3.243          | 2,1            |
|                            | NPD                        | –             | –             | 1.273          | 0,8            |
|                            | REP                        | –             | –             | 283            | 0,2            |
|                            | Bündnis 21/RRP             | –             | –             | 96             | 0,1            |
|                            | Volksabstimmung            | –             | –             | 273            | 0,2            |
|                            | ÖDP                        | –             | –             | 229            | 0,1            |
|                            | MLPD                       | –             | –             | 26             | 0,0            |
|                            | BüSo                       | –             | –             | 45             | 0,0            |
|                            | PSG                        | –             | –             | 30             | 0,0            |
| Gottfried Helmut Ottweiler | AfD                        | 4.683         | 3,1           | 7.764          | 5,1            |
|                            | BIG                        | –             | –             | 148            | 0,1            |
|                            | pro Deutschland            | –             | –             | 328            | 0,2            |
|                            | DIE RECHTE                 | –             | –             | 47             | 0,0            |
|                            | FREIE WÄHLER               | –             | –             | 305            | 0,2            |
|                            | Nichtwähler                | –             | –             | 199            | 0,1            |
|                            | PDV                        | –             | –             | 101            | 0,1            |
|                            | Die PARTEI                 | –             | –             | 457            | 0,3            |

### Bundestagswahl 2009
| Gegenstand der Nachweisung | Gegenstand der Nachweisung | Erst- stimmen | Erst- stimmen | Zweit- stimmen | Zweit- stimmen |
| Bewerber                   | Partei                     | Anzahl        | %             | Anzahl         | %              |
| -------------------------- | -------------------------- | ------------- | ------------- | -------------- | -------------- |
| Wahlberechtigte            | Wahlberechtigte            | 204.450       | 100,0         | 204.450        | 100,0          |
| Wähler                     | Wähler                     | 150.715       | 73,7          | 150.715        | 73,7           |
| Ungültige Stimmen          | Ungültige Stimmen          | 1.709         | 1,1           | 1.613          | 1,1            |
| Gültige Stimmen            | Gültige Stimmen            | 149.006       | 100,0         | 149.102        | 100,0          |
| davon                      |                            |               |               |                |                |
| Peer Steinbrück            | SPD                        | 50.319        | 33,8          | 36.767         | 24,7           |
| Michaela Noll              | CDU                        | 66.300        | 44,5          | 52.053         | 34,9           |
| Michael Ruppert            | FDP                        | 11.674        | 7,8           | 27.081         | 18,2           |
| Peter Knitsch              | GRÜNE                      | 10.611        | 7,1           | 15.404         | 10,3           |
| Bastian Immanuel Wefes     | DIE LINKE                  | 8.412         | 5,6           | 10.411         | 7,0            |
| Ralf-Peter Zecher          | NPD                        | 1.690         | 1,1           | 1.218          | 0,8            |
|                            | Die Tierschutzpartei       | –             | –             | 960            | 0,6            |
|                            | FAMILIE                    | –             | –             | 785            | 0,5            |
|                            | REP                        | –             | –             | 628            | 0,4            |
|                            | Volksabstimmung            | –             | –             | 164            | 0,1            |
|                            | MLPD                       | –             | –             | 32             | 0,0            |
|                            | PSG                        | –             | –             | 21             | 0,0            |
|                            | ZENTRUM                    | –             | –             | 84             | 0,1            |
|                            | BüSo                       | –             | –             | 48             | 0,0            |
|                            | DVU                        | –             | –             | 69             | 0,0            |
|                            | ödp                        | –             | –             | 123            | 0,1            |
|                            | PIRATEN                    | –             | –             | 2.401          | 1,6            |
|                            | RRP                        | –             | –             | 257            | 0,2            |
|                            | RENTNER                    | –             | –             | 596            | 0,4            |

### Bundestagswahl 2005
| Gegenstand der Nachweisung | Gegenstand der Nachweisung | Erst- stimmen | Erst- stimmen | Zweit- stimmen | Zweit- stimmen |
| Bewerber                   | Partei                     | Anzahl        | %             | Anzahl         | %              |
| -------------------------- | -------------------------- | ------------- | ------------- | -------------- | -------------- |
| Wahlberechtigte            | Wahlberechtigte            | 205.589       | 100,0         | 205.589        | 100,0          |
| Wähler                     | Wähler                     | 165.177       | 80,3          | 165.177        | 80,3           |
| Ungültige Stimmen          | Ungültige Stimmen          | 2.105         | 1,3           | 1.686          | 1,0            |
| Gültige Stimmen            | Gültige Stimmen            | 163.072       | 100,0         | 163.491        | 100,0          |
| davon                      |                            |               |               |                |                |
| Lilo Friedrich             | SPD                        | 64.699        | 39,7          | 58.511         | 35,8           |
| Michaela Noll              | CDU                        | 77.187        | 47,3          | 61.598         | 37,7           |
| Dirk Wedel                 | FDP                        | 6.879         | 4,2           | 20.143         | 12,3           |
| Peter Knitsch              | GRÜNE                      | 7.034         | 4,3           | 11.398         | 7,0            |
| Peter Peters               | Die Linke.                 | 5.753         | 3,5           | 7.178          | 4,4            |
|                            | REP                        | –             | –             | 545            | 0,3            |
|                            | Die Tierschutzpartei       | –             | –             | 761            | 0,5            |
| Marco Meiniger             | NPD                        | 1.520         | 0,9           | 1.183          | 0,7            |
|                            | FAMILIE                    | –             | –             | 667            | 0,4            |
|                            | GRAUE                      | –             | –             | 945            | 0,6            |
|                            | PBC                        | –             | –             | 211            | 0,1            |
|                            | ZENTRUM                    | –             | –             | 40             | 0,0            |
|                            | BüSo                       | –             | –             | 79             | 0,0            |
|                            | Deutschland                | –             | –             | 131            | 0,1            |
|                            | MLPD                       | –             | –             | 52             | 0,0            |
|                            | PSG                        | –             | –             | 49             | 0,0            |

### Bundestagswahl 2002
| Gegenstand der Nachweisung | Gegenstand der Nachweisung | Erst- stimmen | Erst- stimmen | Zweit- stimmen | Zweit- stimmen |
| Bewerber                   | Partei                     | Anzahl        | %             | Anzahl         | %              |
| -------------------------- | -------------------------- | ------------- | ------------- | -------------- | -------------- |
| Wahlberechtigte            | Wahlberechtigte            | 204.445       | 100,0         | 204.445        | 100,0          |
| Wähler                     | Wähler                     | 168.789       | 82,6          | 168.789        | 82,6           |
| Ungültige Stimmen          | Ungültige Stimmen          | 2.167         | 1,3           | 1.495          | 0,9            |
| Gültige Stimmen            | Gültige Stimmen            | 166.622       | 100,0         | 167.294        | 100,0          |
| davon                      |                            |               |               |                |                |
| Lilo Friedrich             | SPD                        | 71.279        | 42,8          | 65.804         | 39,3           |
| Michaela Marion Tadjadod   | CDU                        | 70.418        | 42,3          | 62.602         | 37,4           |
| Dirk Wedel                 | FDP                        | 12.195        | 7,3           | 18.835         | 11,3           |
| Peter Knitsch              | GRÜNE                      | 9.526         | 5,7           | 14.298         | 8,5            |
| Ingrid Schween             | PDS                        | 1.627         | 1,0           | 1.768          | 1,1            |
|                            | REP                        | –             | –             | 514            | 0,3            |
|                            | GRAUE                      | –             | –             | 420            | 0,3            |
|                            | Die Tierschutzpartei       | –             | –             | 636            | 0,4            |
|                            | FAMILIE                    | –             | –             | 386            | 0,2            |
|                            | NPD                        | –             | –             | 539            | 0,3            |
|                            | PBC                        | –             | –             | 237            | 0,1            |
|                            | ödp                        | –             | –             | 58             | 0,0            |
|                            | CM                         | –             | –             | 62             | 0,0            |
|                            | DIE FRAUEN                 | –             | –             | 150            | 0,1            |
|                            | BüSo                       | –             | –             | 35             | 0,0            |
|                            | Die Violetten              | –             | –             | 47             | 0,0            |
|                            | ZENTRUM                    | –             | –             | 54             | 0,0            |
|                            | HP                         | –             | –             | 16             | 0,0            |
| Udo Fuest                  | Schill                     | 1.189         | 0,7           | 833            | 0,5            |
| Heinrich Dießelmeyer       | PRG                        | 388           | 0,2           | –              | –              |

### Bundestagswahl 1998
| Gegenstand der Nachweisung | Gegenstand der Nachweisung | Erst- stimmen | Erst- stimmen | Zweit- stimmen | Zweit- stimmen |
| Bewerber                   | Partei                     | Anzahl        | %             | Anzahl         | %              |
| -------------------------- | -------------------------- | ------------- | ------------- | -------------- | -------------- |
| Wahlberechtigte            | Wahlberechtigte            | 201.821       | 100,0         | 201.821        | 100,0          |
| Wähler                     | Wähler                     | 171.283       | 84,9          | 171.283        | 84,9           |
| Ungültige Stimmen          | Ungültige Stimmen          | 2.008         | 1,2           | 1.495          | 0,9            |
| Gültige Stimmen            | Gültige Stimmen            | 169.275       | 100,0         | 169.788        | 100,0          |
| davon                      |                            |               |               |                |                |
| Lilo Friedrich             | SPD                        | 77.785        | 46,0          | 73.292         | 43,2           |
| Joseph-Theodor Blank       | CDU                        | 73.295        | 43,3          | 60.112         | 35,4           |
| Hans-Willi Berkenbusch     | F.D.P.                     | 5.235         | 3,1           | 16.735         | 9,9            |
| Wolfgang Schmitt           | GRÜNE                      | 8.024         | 4,7           | 10.666         | 6,3            |
| Wolfgang Gleibe            | PDS                        | 1.720         | 1,0           | 2.130          | 1,3            |
|                            | Deutschland                | –             | –             | 61             | 0,0            |
|                            | APPD                       | –             | –             | 137            | 0,1            |
|                            | BüSo                       | –             | –             | 36             | 0,0            |
|                            | BFB – Die Offensive        | –             | –             | 148            | 0,1            |
|                            | Chance 2000                | –             | –             | 111            | 0,1            |
|                            | CM                         | –             | –             | 74             | 0,0            |
|                            | DVU                        | –             | –             | 1.469          | 0,9            |
| Olaf Stephan Karl Schwan   | GRAUE                      | 1.018         | 0,6           | 767            | 0,5            |
| Friedhelm Zander           | REP                        | 2.198         | 1,3           | 1.719          | 1,0            |
|                            | FAMILIE                    | –             | –             | 364            | 0,2            |
|                            | DIE FRAUEN                 | –             | –             | 126            | 0,1            |
|                            | Pro DM                     | –             | –             | 756            | 0,4            |
|                            | MLPD                       | –             | –             | 16             | 0,0            |
|                            | Tierschutz                 | –             | –             | 404            | 0,2            |
|                            | NPD                        | –             | –             | 221            | 0,1            |
|                            | NATURGESETZ                | –             | –             | 52             | 0,0            |
|                            | ödp                        | –             | –             | 99             | 0,1            |
|                            | PBC                        | –             | –             | 134            | 0,1            |
|                            | Nichtwähler                | –             | –             | 144            | 0,1            |
|                            | PSG                        | –             | –             | 15             | 0,0            |

### Bundestagswahl 1994
| Gegenstand der Nachweisung | Gegenstand der Nachweisung | Erst- stimmen | Erst- stimmen | Zweit- stimmen | Zweit- stimmen |
| Bewerber                   | Partei                     | Anzahl        | %             | Anzahl         | %              |
| -------------------------- | -------------------------- | ------------- | ------------- | -------------- | -------------- |
| Wahlberechtigte            | Wahlberechtigte            | 202.411       | 100,0         | 202.411        | 100,0          |
| Wähler                     | Wähler                     | 168.087       | 83,0          | 168.087        | 83,0           |
| Ungültige Stimmen          | Ungültige Stimmen          | 3.234         | 1,9           | 2.631          | 1,6            |
| Gültige Stimmen            | Gültige Stimmen            | 164.853       | 100,0         | 165.456        | 100,0          |
| davon                      |                            |               |               |                |                |
| Jürgen Scholz              | SPD                        | 68.387        | 41,5          | 63.855         | 38,6           |
| Joseph-Theodor Blank       | CDU                        | 75.488        | 45,8          | 65.072         | 39,3           |
| Hans-Willi Berkenbusch     | F.D.P.                     | 6.162         | 3,7           | 16.786         | 10,1           |
| Wolfgang Schmitt           | GRÜNE                      | 11.368        | 6,9           | 13.092         | 7,9            |
| Siegfried Hassenpflug      | REP                        | 2.269         | 1,4           | 2.316          | 1,4            |
| Stefan Grunwald            | PDS                        | 1.179         | 0,7           | 1.656          | 1,0            |
|                            | Solidarität                | –             | –             | 39             | 0,0            |
|                            | BSA                        | –             | –             | 13             | 0,0            |
|                            | CM                         | –             | –             | 97             | 0,1            |
|                            | ZENTRUM                    | –             | –             | 29             | 0,0            |
|                            | DIE GRAUEN                 | –             | –             | 882            | 0,5            |
|                            | NATURGESETZ                | –             | –             | 94             | 0,1            |
|                            | MLPD                       | –             | –             | 9              | 0,0            |
|                            | Die Tierschutzpartei       | –             | –             | 611            | 0,4            |
|                            | ÖDP                        | –             | –             | 239            | 0,1            |
|                            | PBC                        | –             | –             | 145            | 0,1            |
|                            | STATT Partei               | –             | –             | 521            | 0,3            |

### Bundestagswahl 1990
| Gegenstand der Nachweisung | Gegenstand der Nachweisung | Erst- stimmen | Erst- stimmen | Zweit- stimmen | Zweit- stimmen |
| Bewerber                   | Partei                     | Anzahl        | %             | Anzahl         | %              |
| -------------------------- | -------------------------- | ------------- | ------------- | -------------- | -------------- |
| Wahlberechtigte            | Wahlberechtigte            | 201.894       | 100,0         | 201.894        | 100,0          |
| Wähler                     | Wähler                     | 160.515       | 79,5          | 160.515        | 79,5           |
| Ungültige Stimmen          | Ungültige Stimmen          | 1.777         | 1,1           | 1.558          | 1,0            |
| Gültige Stimmen            | Gültige Stimmen            | 158.738       | 100,0         | 158.957        | 100,0          |
| davon                      |                            |               |               |                |                |
| Uwe Holtz                  | SPD                        | 65.924        | 41,5          | 58.468         | 36,8           |
| Joseph-Theodor Blank       | CDU                        | 70.078        | 44,1          | 65.122         | 41,0           |
| Edith Lüthje               | F.D.P.                     | 12.681        | 8,0           | 23.061         | 14,5           |
| Margret Anne Heeren        | GRÜNE                      | 8.208         | 5,2           | 7.353          | 4,6            |
|                            | CM                         | –             | –             | 212            | 0,1            |
|                            | DIE GRAUEN                 | –             | –             | 1.175          | 0,7            |
|                            | REP                        | –             | –             | 2.001          | 1,3            |
|                            | FRAUEN                     | –             | –             | 255            | 0,2            |
| Gerhard Gabler             | NPD                        | 1.231         | 0,8           | 471            | 0,3            |
| Uta Hoff                   | ÖDP                        | 616           | 0,4           | 309            | 0,2            |
|                            | PDS                        | –             | –             | 465            | 0,3            |
|                            | Patrioten                  | –             | –             | 36             | 0,0            |
|                            | VAA                        | –             | –             | 29             | 0,0            |

### Bundestagswahl 1987
| Gegenstand der Nachweisung | Gegenstand der Nachweisung | Erst- stimmen | Erst- stimmen | Zweit- stimmen | Zweit- stimmen |
| Bewerber                   | Partei                     | Anzahl        | %             | Anzahl         | %              |
| -------------------------- | -------------------------- | ------------- | ------------- | -------------- | -------------- |
| Wahlberechtigte            | Wahlberechtigte            | 193.263       | 100,0         | 193.263        | 100,0          |
| Wähler                     | Wähler                     | 165.485       | 85,6          | 165.485        | 85,6           |
| Ungültige Stimmen          | Ungültige Stimmen          | 1.474         | 0,9           | 1.132          | 0,7            |
| Gültige Stimmen            | Gültige Stimmen            | 164.011       | 100,0         | 164.353        | 100,0          |
| davon                      |                            |               |               |                |                |
| Joseph-Theodor Blank       | CDU                        | 75.371        | 46,0          | 66.683         | 40,6           |
| Uwe Holtz                  | SPD                        | 71.302        | 43,5          | 63.350         | 38,5           |
| Hermann Lang               | F.D.P.                     | 7.034         | 4,3           | 18.916         | 11,5           |
| Peter Knitsch              | GRÜNE                      | 9.602         | 5,9           | 13.868         | 8,4            |
|                            | ZENTRUM                    | –             | –             | 159            | 0,1            |
|                            | Mündige Bürger             | –             | –             | 126            | 0,1            |
|                            | FRAUEN                     | –             | –             | 282            | 0,2            |
|                            | MLPD                       | –             | –             | 33             | 0,0            |
|                            | NPD                        | –             | –             | 657            | 0,4            |
|                            | ÖDP                        | –             | –             | 225            | 0,1            |
| Reinhard Urbschat          | Patrioten                  | 183           | 0,1           | 54             | 0,0            |
| Erich Rossmann             | FRIEDEN                    | 519           | 0,3           | –              | –              |

### Bundestagswahl 1949
|                   | Partei            | Anzahl  | %     |
| ----------------- | ----------------- | ------- | ----- |
| Wahlberechtigte   | Wahlberechtigte   | 160.338 | 100,0 |
| Wähler            | Wähler            | 126.516 | 78,9  |
| Ungültige Stimmen | Ungültige Stimmen | 3.149   | 2,5   |
| Gültige Stimmen   | Gültige Stimmen   | 123.367 | 100,0 |
| davon             |                   |         |       |
|                   | SPD               | 38.750  | 31,4  |
| Gerhard Schröder  | CDU               | 42.069  | 34,1  |
|                   | FDP               | 13.265  | 10,8  |
|                   | KPD               | 13.235  | 10,7  |
|                   | ZENTRUM           | 8.192   | 6,6   |
|                   | DKP-DRP           | 2.515   | 2,0   |
|                   | RSF               | 5.062   | 4,1   |
|                   | RWVP              | 279     | 0,2   |